# Simão Hipólito de Oliveira e Bandeira de Melo
Simão Hipólito de Oliveira e Bandeira de Melo, primeiro e único visconde de Alcafache, 3.º visconde de Rilvas e 4.º conde de Rilvas (Lisboa, 9 de janeiro de 1865 – Lisboa, 12 de janeiro de 1931).
Filho de João Gomes de Oliveira Bandeira de Melo, 3.º conde de Rilvas, e de Maria Clara de Calça e Pina, 2.ª condessa de Rilvas. Casou-se em Paris, aos 27 de abril de 1898, com Elizabeth Marie Caroline d'Albignac, filha de Fernand Honoré François Aymar, marquês d'Albignac. Tiveram três filhos: João Bento, Fernando Maria e Simão Maria Fernando.
O título de visconde de Alcafache foi-lhe  atribuído pelo rei D. Luís I, por decreto de 30 de Junho de 1881. 